# 加藤一平 (ギタリスト)
加藤 一平（かとう いっぺい、1982年 - ）は、日本のギタリスト、作曲家。ジャンルを越境する独自の即興性と多彩な演奏スタイルで知られ、ジャズ、フリー・インプロヴィゼーション、エクスペリメンタル音楽などの分野で活動している。

## 経歴
東京都出身。埼玉県飯能市にある私立自由の森学園中学校・高等学校を卒業後、ESPミュージカルアカデミー・ギタークラフト科を修了。20歳でギターを始め、独学で習得。都内各所のセッションに参加し、演奏技術を磨く。23歳のときにニューヨークへ渡り、半年間滞在。現地のジャムセッションやライブ活動を通じて音楽性を深めた。
帰国後は、ジャズ界や即興音楽シーンを中心に活動を展開。多数の著名ミュージシャンと共演している。

### 主な共演アーティスト（抜粋）
鈴木勲、日野皓正、Han Bennink、John Scofield、Sun Ra Arkestra、中牟礼貞則、大友良英、林栄一、芳垣安洋、不破大輔、渋さ知らズ、坂田明、梅津和時、加藤崇之、Keiko Lee、八代亜紀、森山良子、ガチャピン、ムック など。

### 音楽的影響
Derek Bailey、高柳昌行、Andrés Segovia、Pink Floyd、Luc Ferrari、Bernard Parmegiani、Captain Beefheart、Brian Eno、Fred Frith、Kurt Cobain、John Frusciante、Mary Halvorson、Bill Frisell など、多岐にわたる音楽家・グループから影響を受けている。

### 主な活動プロジェクト
- 鳴らした場合（加藤一平、村田直哉、大島輝之）
- 鈴木勲 OMA SOUND
- 日野皓正クインテット
- 渋さ知らズオーケストラ、渋さチビズ、Fuwa Works
- Tabletop Guitars
- nouon
- まゆたま
- Undercurrent 4
- igloo ほか